# Aagaardia protensa
Aagaardia protensa is een muggensoort uit de familie van de dansmuggen (Chironomidae). De wetenschappelijke naam van de soort is voor het eerst geldig gepubliceerd in 2000 door Saether.

## Voorkomen
De soort komt voor in de Finse meren.